# SGCZ
SGCZ‏ (Sarcoglycan zeta) هوَ بروتين يُشَفر بواسطة جين SGCZ في الإنسان.

## الوظيفة
يبلغ طول جين زيتا-ساركوغليكان أكثر من 465 كيلو قاعدة، ويقع في 8p22. هذا البروتين جزء من مركب الساركوغليكان، وهو مجموعة من 6 بروتينات. جميع بروتينات الساركوغليكان عبارة عن بروتينات غشائية سكرية-N، ذات نطاق داخلي خلوي قصير، ومنطقة غشائية واحدة، ونطاق خارجي خلوي كبير يحتوي على مجموعة طرفية كربوكسيلية مع العديد من بقايا السيستين المحفوظة. مركب الساركوغليكان جزء من مركب الجليكوبروتين المرتبط بالديستروفين (DGC)، الذي يربط الهيكل الخلوي الداخلي بالمصفوفة خارج الخلوية.

## الأهمية السريرية
ينخفض مستوى زيتا-ساركوغليكان في نماذج الفئران المصابة بضمور العضلات، ويُوجد SGCZ كمكون من مكونات مركب ساركوغليكان العضلات الملساء الوعائية. وبالتالي، قد يكون SGCZ مهمًا في التسبب بسوء التغذية العضلي.